# HD33904
HD33904 — хімічно пекулярна зоря спектрального класу B9, що має видиму зоряну величину в смузі V приблизно 3,3.
Вона  розташована на відстані близько 184,4 світлових років від Сонця.

## Фізичні характеристики
Зоря HD33904 обертається порівняно повільно навколо своєї осі. Проєкція її екваторіальної швидкості на промінь зору становить  Vsin(i)= 18км/сек.

## Пекулярний хімічний вміст
Зоряна атмосфера HD33904 має підвищений вміст P, Mn.

## Магнітне поле
Спектр даної зорі вказує на наявність магнітного поля у її зоряній атмосфері.
Напруженість повздовжної компоненти поля оціненої з аналізу
становить  143,2± 194,5 Гаус.